# Limite convergente
Limites convergentes, zonas de convergência ou limites destrutivos (Continente-Continente) são áreas de convergência das placas tectónicas que passam a se tangenciar como consequência de movimentos convergentes horizontais que ocorrem entre si denominados de movimentos orogénicos (do grego oros: montanha e gene: criação); tais movimentos ocorrem em virtude da diferença de calor e pressão que ocorre na astenosfera fazendo com que as placas, que sobre ela flutuam, se movam. Como resposta ao atrito em tais áreas, verifica-se não só uma profunda instabilidade sísmica como também, em muitas vezes, a presença de fendas intertectónicas que possibilitam o extravasamento de magma (astenosfera) para o meio externo.

## Tipos de limites convergentes
Os limites convergentes entre diferentes placas tectónicas podem ocorrer em três situações distintas. Num limite oceânico-oceânico, a convergência dá-se entre duas porções de crosta oceânica; se é um limite oceânico-continental, a convergência dá-se entre uma zona da crosta oceânica e uma zona da crosta continental; por último, o limite continental-continental, ocorre convergência entre duas porções de crosta continental.
|  |  |  |

### Limite oceânico-oceânico
Quando duas zonas da crosta oceânica convergem ocorre geralmente subducção da fracção mais densa (correspondente à mais antiga).
A zona subduzida é a primeira a sofrer metamorfismo devido aos elevados aumentos de pressão e temperatura. Como nesta situação a pressão aumenta mais rapidamente que a temperatura, o principal mecanismo de metamorfização é a desidratação, que resulta na libertação de fluidos. Estes fluidos ascendem ao manto não subduzido onde vão contribuir para um aumento da pressão, que vai diminuir o ponto de fusão dos peridotitos (rochas mantélicas, essencialmente constituídas por olivina, clino e ortopiroxena), que fundem parcialmente, originando magmas basálticos.
Durante a ascensão, o magma pode sofrer diferenciação e formar rochas ígneas de diferentes composições, desde básicas, intermédias e ácidas, embora estes casos sejam excepções, devido à pouca espessura da crusta oceânica, pelo que as rochas que aqui se encontram são geralmente básicas.
Estes fenómenos de vulcanismo podem resultar na formação de ilhas oceânicas em arcos insulares, como é o caso do Japão.

### Limite oceânico-continental
Quando a colisão ocorre entre uma placa oceânica e uma placa continental, geralmente a placa oceânica (mais densa) mergulha sob a placa continental, formando uma zona de subducção.
Tal como no caso anterior, existe metamorfismo de alta pressão e temperaturas intermédias, pelo que ocorre ascensão de fluidos que contribuem para a fusão parcial dos peridotitos originando, tal como no caso anterior, magmas basálticos.
A crosta continental é bem mais espessa que a oceânica e, aquando a subducção, pode ocorrer dobramento da crosta continental que sofre um espessamento acompanhado por metamorfismo regional.
Nas zonas mais profundas da crusta continental pode ocorrer fusão parcial, da qual resultam magmas graníticos. Estes podem misturar-se com os magmas basálticos (formados a maior profundidade) e com os intermédios (formados por diferenciação magmática), pelo que nestas zonas pode existir uma grande diversidade química e litológica de vulcanismo e plutonismo (formação de rochas ígneas em profundidade).
Nestes limites formam-se arcos magmáticos continentais, ou arcos vulcânicos, ocorrendo sempre orogenia, como no caso dos Andes na América do Sul (encontro das Placa Sul-americana e a de Placa de Nazsca)..
O magma andesítico é um tipo de magma criado neste limite, formado pela fusão total de rochas da crusta continental, ou pela fusão parcial de rochas de composição basáltica, como as que se encontram presentes nas placa oceânicas ou no manto superior, na presença de água e elevadas pressões e temperaturas

### Limite continental-continental
Neste tipo de limite ocorre a colisão entre duas porções de crusta continental. Como ambas placas possuem baixa densidade não existe propriamente subducção (ou é mínima), juntando-se as duas placas que se dobram e deformam, ocorrendo invariavelmente orogenia.
À semelhança dos limites oceano-continente, todas as associações vulcânicas e plutónicas são possíveis, embora exista uma predominância de rochas graníticas.
É este o processo que está na origem dos Himalaias, resultando da colisão das placas indiana e euroasiática.